# Alergia pokarmowa
Alergia pokarmowa – zespół objawów zachodzących w organizmie będących wynikiem spożycia pokarmu, w którym dolegliwości uwarunkowane są przez mechanizmy immunologiczne. 

## Etiopatogeneza
Rozwój choroby zależy zarówno od czynników dziedzicznych (atopia), usposabiających do ujawnienia się objawów, jak i od składników pożywienia – głównie białka.
Jednym z ważniejszych czynników sprzyjających rozwojowi choroby alergicznej jest uszkodzenie "bariery jelitowej", najczęściej przez wirusy i bakterie, antybiotyki itd.
Najczęściej dochodzi do uczulenia na białka mleka krowiego: średnio u niemowląt od 1,8 do 7,5%, a u dzieci do 4 roku życia od 2,2 do 2,8%. Do częstych alergenów pokarmowych należą również jaja, mąka, ryby, orzechy i soja.
Najczęściej występuje nadwrażliwość typu I (alergia), powstająca za pośrednictwem IgE (typ humoralny) oraz typu IV (typ komórkowy).

## Objawy
Cechą charakterystyczną dla alergii pokarmowej jest różnorodność objawów klinicznych, duża dynamika i ich transformacja − po ustąpieniu objawów ze strony przewodu pokarmowego najczęściej przed 4 rokiem życia są to m.in. kolki i zaparcia, dominują też objawy ze strony układu oddechowego, jak np. sapka czy duszności.

## Leczenie
W przypadku alergii pokarmowej podstawą leczenia jest eliminacja alergenu z diety.
W przypadku noworodków i niemowląt karmionych sztucznie, a nietolerujących białka mleka krowiego stosuje się specjalne preparaty mlekozastępcze (według klasyfikacji leków WHO: kod ATC V 06 DF). Preparaty te zostały podzielone na trzy główne kategorie, w których można wyróżnić dalsze podgrupy:
- mleka na bazie soi, gdzie zamiast białka mleka krowiego wykorzystane jest białko sojowe – tak zwane mleka sojowe, nie mylić z mlekiem sojowym. Przykład: Isomil i Isomil 2
- mleka, gdzie wykorzystuje się zhydrolizowane białko mleka krowiego – tak zwane "hydrolizaty":
  - mleka o niskim stopniu hydrolizy białka mleka krowiego (bardziej uczulające)
  - mleka o wysokim stopniu hydrolizy białka mleka krowiego (mniej uczulające)
- diety elementarne, gdzie białko występuje w formie wolnych aminokwasów (spośród wymienionych kategorii praktycznie nieuczulające):
  - diety, gdzie aminokwasy uzyskuje się poprzez hydrolizę białka mleka krowiego. Ze względu na niedoskonały proces hydrolizy białka charakteryzują się gorszym smakiem i zapachem oraz mogą uczulać. Przykład: wycofany z rynku przez producenta Bebilon Amino.
  - diety, gdzie wykorzystuje się syntetyczne aminokwasy. Preparaty zazwyczaj o bardzo dobrym smaku i zapachu, teoretycznie bez możliwości wywoływania alergii. Przykład: mleko Elecare, Neocate LCP[potrzebny przypis].